# Thomas Bourgault
Thomas Bourgault (* 1979) ist ein ehemaliger französischer Snowboarder.

## Werdegang
Bourgault nahm im November 1995 in Zell am See erstmals am Snowboard-Weltcup teil und belegte dabei die Plätze 34 und 30 im Riesenslalom. In den folgenden Jahren errang er im Weltcup ausschließlich Platzierungen außerhalb der ersten 30 und wurde bei den Juniorenweltmeisterschaften 1998 in Chamrousse Sechster im Riesenslalom. In der Saison 1998/99 erreichte er in Grächen mit Platz sieben im Snowboardcross seine erste Top-Zehn-Platzierung im Weltcup und zum Saisonende den 12. Platz im Snowboardcross-Weltcup. Bei den Juniorenweltmeisterschaften 1999 auf der Seiser Alm errang er den 60. Platz im Parallel-Riesenslalom. In der folgenden Saison kam er mit drei Platzierungen unter den ersten Zehn auf den 13. Platz im Snowboardcross-Weltcup. Nach mehreren Ergebnissen außerhalb der ersten zehn zu Beginn der Saison 2000/01, wurde er am Kreischberg Sechster und in Morzine sowie in Sapporo jeweils Vierter im Snowboardcross. Beim Saisonhöhepunkt, den Snowboard-Weltmeisterschaften 2001 in Madonna di Campiglio, belegte er den 35. Platz im Parallelslalom, den 16. Rang im Riesenslalom und den 11. Platz im Snowboardcross. Zum Saisonende erreichte er mit dem dritten Platz in Ruka seine erste Podestplatzierung im Weltcup und beendete die Saison auf dem zehnten Platz im Snowboardcross-Weltcup. In der Saison 2001/02 kam er im Weltcup fünfmal unter die ersten zehn. Dabei wurde er im Snowboardcross in Whistler Dritter und holte am Kreischberg sowie in Bad Gastein seine einzigen Weltcupsiege. Er belegte damit den vierten Platz im Snowboardcross-Weltcup. In den folgenden Jahren fuhr im Snowboardcross-Weltcup auf die Plätze 34, 25 und 35. In der Saison 2004/05 errang er bei den Snowboard-Weltmeisterschaften 2005 in Whistler den 36. Platz im Snowboardcross und absolvierte in der Sierra Nevada seinen 123. und damit letzten Weltcup, welchen er auf dem 43. Platz im Snowboardcross beendete.

## Weltcupsiege und Weltcup-Gesamtplatzierungen

### Weltcupsiege
| Nr. | Datum           | Ort         | Disziplin      |
| --- | --------------- | ----------- | -------------- |
| 1.  | 26. Januar 2002 | Kreischberg | Snowboardcross |
| 2.  | 30. Januar 2002 | Bad Gastein | Snowboardcross |

### Weltcup-Gesamtplatzierungen
| Saison    | Gesamt | Gesamt | Parallel | Parallel | Parallel-Riesenslalom | Parallel-Riesenslalom | Parallelslalom | Parallelslalom | Snowboardcross | Snowboardcross |
| Saison    | Punkte | Platz  | Punkte   | Platz    | Punkte                | Platz                 | Punkte         | Platz          | Punkte         | Platz          |
| --------- | ------ | ------ | -------- | -------- | --------------------- | --------------------- | -------------- | -------------- | -------------- | -------------- |
| 1995/96   | 15     | 61.    | -        | -        | -                     | -                     | -              | -              | -              | -              |
| 1997/98   | 5      | 127.   | -        | -        | -                     | -                     | -              | -              | -              | -              |
| 1998/99   | 276    | 44.    | -        | -        | -                     | -                     | -              | -              | 780            | 12.            |
| 1999/2000 | 303    | 34.    | 1290     | 22.      | 1290                  | 22.                   | -              | -              | 1562           | 13.            |
| 2000/01   | 393    | 24.    | -        | -        | -                     | -                     | 714            | 38.            | 1766           | 10.            |
| 2001/02   | -      | -      | -        | -        | 138                   | 48.                   | 66             | 62.            | 3490           | 4.             |
| 2002/03   | -      | -      | -        | -        | -                     | -                     | -              | -              | 510            | 34.            |
| 2003/04   | -      | -      | -        | -        | -                     | -                     | -              | -              | 962            | 25.            |
| 2004/05   | -      | -      | -        | -        | -                     | -                     | -              | -              | 650            | 35.            |